# Izmišljeni svet Harryja Potterja
Izmišljeni svet serije romanov o Harryju Potterju vsebuje dve različni družbi: "čarovniški svet" in "bunkeljski svet".  Izraz "bunkeljski svet" se nanaša na družbo, v kateri živijo ne-magični ljudje ("bunkelji"), medtem ko se izraz "čarovniški svet" nanaša na družbo čarovnikov, ki živijo vzporedno z bunkelji.  Čarovniški svet je opisan kot zastrta družba, v kateri se pogosto uporablja in prakticira magija ; čarovniki živijo v sami prisili in skrivajo svoje sposobnosti pred bunkelji. Romani so postavljeni v Veliko Britanijo v 90. letih 20. stoletja, kjer sta v osredju skupnosti 'bunkelji' in 'čarovniki'.  Vsa nova dela, ki se dogajajo v tem svetu, so izdana pod blagovno znamko Wizarding World.

## Osnove
Zgodba serije Harry Potter se odvija med letoma 1991 in 1998. Izjemi sta uvodno poglavje prvega romana, ki se dogaja leta 1981 in epilog sedmega romana, ki se dogaja leta 2017. Na različnih točkah časovne osi Harryja Potterja prebliski in preskoki prikazujejo časovna obdobja od 1920 do 2020 leta prejšnjega stoletja. Upodobitev čarovniškega sveta je osredotočena na magijo, ki ne le prežema predmete, kot so palice, ampak je prikazana tudi kot prirojena sposobnost posameznikov. To organsko sposobnost je mogoče izpopolniti in obvladati s študijem in prakso.
Čarovniki vložijo veliko truda, da bunkelji ne bi vedeli za magijo in čarovniški svet. Romani pojasnjujejo, da sta v preteklosti svetova obstajala sočasno. Skozi stoletja je preganjanje čarovnikov s strani bunkeljev povzročilo ustvarjanje zakonov, namenjenih skrivanju čarovniškega sveta, kot je Mednarodni statut diskretnosti iz leta 1692. Čaranje bunkeljskih predmetov je prepovedano, mladoletnim čarovnikom je prepovedana uporaba magije izven šole in vsako namerno razkritje magičnih sposobnost bunkeljem je kaznivo. Te zakone uveljavljata britansko Ministrstvo za čaranje in Mednarodna zveza čarovnikov. Obstaja nekaj izjem: bunkeljski sorodniki britanskih čarovnikov smejo vedeti o čarovniškem svetu, tako kot predsednik vlade Združenega kraljestva.
Film Magične živali in njihovi ekosistemi (Fantastic Beasts and Where to Find Them, 2016) prikazuje čarovniške zakone v ZDA v dvajsetih letih prejšnjega stoletja. Ti zakoni se na nek način razlikujejo od tistih v Veliki Britaniji iz devetdesetih let. Film na primer razkrije, da je ameriškim čarovnikom prepovedano imeti kakršen koli stik ali razmerje z bunkelji.
V seriji o Harryju Potterju so nekateri vidiki čarovniškega sveta prikazani kot manj moderni v primerjavi s svetom bunkeljev. Sveče se uporabljajo za razsvetljavo namesto električnih ali plinskih svetilk, sove pa za pošiljanje sporočil namesto telefonskih klicev ali elektronske pošte. Namesto da bi za pisanje zapiskov in esejev uporabljali pisala ali računalnike, učenci Bradavičarke uporabljajo s črnilom namočeno pero in pergament. Čarovniki ne uporabljajo papirnate valute, temveč se zanašajo na tri vrste kovancev: zlati guld, srebrni srpec in bronasti firič. Čarovniški svet ima vsaj en vlak, Ekspresni vlak do Bradavičarke, ki ga vleče parna lokomotiva. Romani prikazujejo čarovnike, ki uporabljajo radio, ne pa televizije.

## Geografija
Čarovniški svet vesolja Harryja Potterja je 'vgrajen' v svet bunkeljev. Čarovniki pogosto živijo v magičnih manjšinah v vaseh bunkeljev, kot je Godricov Dol v Zahodni državi. Veliko čarovniških domov v Harryju Potterju je prikazanih na obrobju mesta bunkeljev. Samo eno naselje v Veliki Britaniji, vas Meryascoveena, je dom povsem magičnega prebivalstva.
Čarovniška glavna ulica Prečna ulica leži v središču Londona, tik ob cesti Charing Cross Road. Ekspresni vlak do Bradavičarke odpelje s postaje King's Cross z izmišljenim peronom 9¾. Čarobne lokacije so skrite s kombinacijo čarovnij, iluzij in drugih zaščit, ki odganjajo in odvračajo bunkelje. Nekatere čarobne lokacije, kot sta zapor Azkaban in stadion, ki se uporablja za svetovno prvenstvo v quidditchu, so označene kot "raznačrtane", kar pomeni, da jih ni mogoče najti na zemljevidu. Grad Bradavičarka se vsakemu bunkelju, ki je dovolj blizu, zdi kot zapuščene ruševine.

## Čistost krvi
Nekateri skrajni čarovniki nasprotujejo porokam čarovnikov in bunkeljev, saj trdijo, da to razredči "čistost" čarovniške krvi. Ti skrajneži uporabljajo izraz "čistokrvni" za čarovnika, ki ima v svojih prednikih zelo malo bunkeljske krvi ali trdi, da je sploh nima. Čistokrvni verjamejo, da je čistost krvi merilo čarovnikove magične sposobnosti, čeprav Ron Weasley ovrže to idejo s tem, da opozarja na obstoj tako imenovanih čistokrvnih čarovnikov z majhnimi magičnimi sposobnostmi. Trdi tudi, da je "večina današnjih čarovnikov polkrvnih". J. K. Rowling je izjavila, da nobena krvna skupina ni resnično "čista", vendar tisti, ki želijo zahtevati čistost, zanikajo obstoj bunkeljev in šlaplov kot svojih prednikov. Nekatere družine se združujejo v sorodstvu, da ohranijo čistost krvi, kar lahko povzroči potomce z duševno nestabilnostjo in nasilno naravo.  
"Polkrvni" je izraz, ki se uporablja za čarovnike, ki imajo tako magične kot bunkeljske prednike. Polkrvna skupina je najpogostejši krvni status, ki daleč prekaša število čistokrvnih in bunkeljev. Rowlingova je izjavila, da je vsako leto petdeset odstotkov učencev prvega letnika Bradavičarke polkrvnih. Čistokrvni vidijo polkrvne kot manjvredne od njih, a vzvišene od bunkeljev in rojenih bunkeljev.
"Rojen bunkelj" je izraz, ki se uporablja za čarovnika, katerega starši so bunkelji. Čistokrvni pogosto uporabljajo slabšalni izraz "brezkrvni" za označevanje čarovnika, rojenega kot bunkelj. Ko se Mrlakenstein vrne na oblast, se morajo rojeni bunkeljki po zakonu registrirati pri Ministrstvu za čaranje. Pod Mrlakensteinovim vodstvom Sekretariat za skrivnosti trdi, da rojeni bunkelji pridobijo svoje magične sposobnosti s krajo magije "pravim" čarovnikom.
"Šlapl" je izraz, ki se uporablja za osebo, ki je rojena čarobnim staršem, vendar nima čarobnih sposobnosti. Edini šlapli, omenjeni v romanih, so Argus Filch, Arabella Figg in sestrična Molly Weasley. Za razliko od bunkeljev se šlapli zavedajo čarovniškega sveta in lahko vidijo čarobne kraje (kot je Bradavičarka) in čarobna bitja (kot so morakvarji).
Nekateri čarovniki so potomci zvez med ljudmi in magičnimi bitji. Primeri vključujejo Fleur Delacour in njeno sestro Gabrielle, ki sta obe četrt vyli ; Hagrid Ruralus, ki je napol velikan ; in Columbus Colibri, ki ima goblinsko poreklo.  Čarovniki s predsodki včasih uporabljajo slabšalni izraz "mešanec" za označevanje osebkov mešanih vrst.

## Čarobna bitja
Svet Harryja Potterja je dom številnim čarobnim bitjem. Nekatere izhajajo iz folklore in mitologije resničnega sveta, druge pa je ustvarila Rowlingova. Nekateri so spremenjene različice bitij iz resničnega sveta. Spodaj je nekaj bolj opaznih bitij, opisanih v seriji.

### Pomembnejša bitja
- Akromantela – velikanski pajek, ki je sposoben človeškega govora. Akromantele si je izmislila Rowlingova.
- Bazilisk – velikanska kača, ki izvira iz evropske mitologije. V vesolju Harryja Potterja bo oseba ali žival umrla, če vzpostavi neposreden očesni stik z baziliskom, vendar bo le okamenela (imobilizirana), če vzpostavita posreden očesni stik, na primer skozi ogledalo.
- Bavkar – spreminjevalec oblike, ki prevzame obliko najhujšega strahu svoje žrtve. V Jetniku iz Azkabana Remus Wulf uči svoje učence urok Crohotarius za boj proti bavkarjem. Urok naredi bavkarjev videz manj strašljiv ali celo komičen. Bavkarji Rowlingove izvirajo iz angleške folklore.
- Kentaver – bitje z glavo in trupom, podobnim človeškim, spodnjim delom telesa pa konju. Kentavri živijo v gozdovih in so vešči zdravljenja in astrologije. Kentavri, ki se družijo z ljudmi, so pogosto videti kot izdajalci svoje vrste. Kentavri v romanih Rowlingove temeljijo na kentavrih iz grške mitologije.
- Morakvar – visoko bitje v črnem plašču, ki ga je ustvarila Rowlingova. Morakvarji črpajo srečo iz ljudi in jih silijo, da podoživljajo svoje najhujše spomine. Skozi usta lahko človeku izsesajo dušo, kar je znano kot Morakvarjev poljub.
- Velikan – humanoidno bitje, ki ga običajno najdemo v folklori resničnega sveta. V Harryju Potterju imajo velikani nekaj imunosti na magične napade. Lahko se križajo z ljudmi, vendar so jih čarovniki aktivno izgnali iz civilizacije.
- Goblin – nizek in čokat humanoid s črnimi očmi, kupolasto glavo in dolgimi prsti. Goblini vodijo banko Gringott in govorijo jezik, znan kot goblinski jezik. Goblini izvirajo iz folklore resničnega sveta.
- Hipogrif – pravo mitološko bitje, ki je delno orel, delno konj. Čarovniki so lahko lastniki hipogrifov, pod pogojem, da jih dnevno uročijo z urokom razočaranja.
- Hišni vilinec – vrsta nizkega, suhljatega škratka, edinstvena za 'vesolje' Harryja Potterja. Hišne vilince zasužnjijo čarovniki in nosijo zavržene predmete, kot so prevleke za blazine. Gospodar hišnih vilincev jih lahko osvobodi tako, da jim da kos oblačila.
- Žvadrn – mesojeda vrsta krilatega konja, vidna samo tistim, ki so videli nekoga umreti.[6] Opisujejo jih kot  z zmajevimi obrazi, praznimi belimi očmi in velikimi usnjatimi krili. Bradavičarka ima čredo žvadrnov, ki vlečejo kočije, ki prevažajo učence na grad. Žvadrn je izvirna stvaritev Rowlingove.
- Vyla – bitje, ki včasih spominja na izjemno lepo žensko, včasih pa na harpijo. Vyle so znane po tem, da imajo moč očarati moške.[7] Rowlingina vyla temelji na vili slovanske folklore.
- Volkodlak – Človek, ki se ob polni luni spremeni v volku podobno bitje. Oseba nima nadzora nad procesom in ne more izbrati, ali se zgodi ali ne. Volkodlaki v Harryju Potterju izhajajo iz tistih, ki jih najdemo v resničnem ljudskem izročilu.

## Ministrstvo za čaranje
Ministrstvo za čaranje je vlada britanske čarovniške skupnosti. Minister za čaranje, Cornelius Schushmaar, se prvič pojavi v Dvorani skrivnosti .

## Izobraževanje
Mladi čarovniki v Veliki Britaniji običajno obiskujejo Bradavičarsko akademijo za čarovnike in čarovnice. Po končanem izobraževanju na Bradavičarki ni standardnega terciarnega izobraževanja in ni znanih čarovniških univerz. Uspešni učenci Bradavičarke veljajo za pripravljene delovati kot odrasli, čeprav nekateri čarovniški poklici zahtevajo posebne programe usposabljanja po Bradavičarki. Sem spadajo poklici aurorjev in zdravilcev. Poleg Bradavičarke sta v romanih omenjena francoska čarovniška šola Beauxbatons in severnoevropska šola Durmstrang. Leta 2016 je Rowling ustvarila štiri dodatne šole in jih opisala na spletni strani Wizarding World. Te štiri šole so Ilvermorny (Združene države), Castelobruxo (Brazilija), Mahoutokoro (Japonska) in Uagadou (Afrika).

## Komunikacija

### Sove
Čarovniki uporabljajo sove za dostavo pošte, časopisov in paketov. Romani ne pojasnjujejo, kako sova najde prejemnika.

### Varuhi
Varuh je pričaran z urokom za priklic varuha in se uporablja predvsem za odganjanje morakvarjev. Za komunikacijo ga lahko uporablja tudi nadarjen čarovnik. Albus Dumbledore je razvil metodo uporabe varuhov za posredovanje glasovnih sporočil, ki jih je uporabil v službi Feniksovega reda. Minerva McHuddura je edini lik v seriji, ki dokazuje sposobnost projiciranja več pokroviteljev, ki prenašajo sporočila. 

### Frčamrežje
Čeprav je frčamrežje namenjeno uporabi kot način transporta, občasno služi tudi kot način komunikacije. Čarovnik lahko vrže ščepec praška frčaška v prižgan kamin, povezan z omrežjem, in da svojo glavo v ogenj, zaradi česar se pojavi v kaminu čarovnika, s katerim namerava govoriti. Ta uporaba omrežja je prvič vidna v Ognjenem kelihu, ko Harry opazuje glavo Amosa Diggoryja v kaminu Weasleyjevih. Harry uporablja to metodo za komunikacijo s Siriusom Blackom večkrat med serijo.

### Mojstrovo znamenje
Mrlakenstein uporablja metodo komunikacije, imenovano Mojstrovo znamenje, ki je kot tetovaža na notranji strani podlahti Jedcev smrti. Ko je znak pritisnjen, se vzpostavi stik z drugimi jedci smrti in samim Mrlakensteinom. S pritiskom na Mojstrovo znamenje zaskelijo in zapečejo znamenja vseh drugih Jedcev smrti, kar jim sporoča, naj se razblinijo od koder koli že so in se takoj pristavijo na Mrlakensteinovo stran.
Hermiona uporablja princip Mojstrovega znamenja v Harryju Potterju in Feniksovem redu. Namesto da bi zažgala/ vgravirala sporočilo v kožo članov Dumbledorjeve armade, uporablja lažne gulde, ki posnemajo drug drugega in imajo sporočila na robu. Kasneje sta Malfoy in Madam Rosmerta, ki je bila pod Imperiusovo kletvijo, uporabila gulde, da sta stopila v stik drug z drugim.

### Druge oblike komunikacije
Liki, naslikani v čarobne portrete, lahko prenašajo sporočila med lokacijami, kjer visijo njihovi portreti. Na primer, nekdanji ravnatelj Bradavičarke Phineas Tezack potuje med Dumbledorjevo pisarno in njegovim drugim portretom na Trochmrkowem trgu.
Druga oblika zaprte komunikacije, uporabljena v knjigah in filmih, je niz ogledal, ki je pripadalo Siriusu Blacku. Sirius da Harryju eno ogledalo v Harryju Potterju in Feniksovem redu, z opombo, ki Harryju pojasnjuje, da sta Sirius in James Potter uporabljala ogledala, da sta se pogovarjala drug z drugim, ko sta bila v ločenih priporih. V Harryju Potterju in svetinjah smrti Harry uporabi drobec svojega razbitega ogledala, da pokliče pomoč iz kleti Malfoyjevih, kasneje pa ugotovi, da je Aberforth Dumbledore bdel nad Harryjem s Siriusovim ogledalom, ki ga je dobil od Tobakarolusa Smrata.

## Transport

### Udejanjanje in izdejanjanje
Udejanjenje je izginotje z enega mesta in skoraj v trenutku pojav na drugem (izdejanjanje). Čarovniki in čarovnice se pogosto udejanjajo na svoje cilje, kar je precej podobno teleportaciji. Precej težko se je udejaniti; zato je mladoletnim čarovnikom in čarovnicam to prepovedano. Obstaja veliko primerov neuspešnih poskusov prikazovanja ljudi, ki niso opravili "izpita udejanjanja", ki je kot vozniški izpit za bunkelje. Če se oseba ne udejani pravilno, lahko izgubi del telesa v procesu, ki se imenuje "razkosnitev". V Svetinjah smrti se Ron razkosni, potem ko ga zgrabi Yaxley, Jedec smrti .

### Dverniki
Če se čarovnik ne more udejanjati ali potuje z mladoletnim spremljevalcem, se lahko uporabi dvernik. Dvernik je običajno navaden predmet, ki je bil začaran. Uporabnik se dotakne dvernika in z čarovnijo odpotuje do želene destinacije. Dvernikje pogosto vsakdanji predmet, kot je star škorenj ali pločevinka, ki napravi  omogoča, da se izogne nadzoru bunkeljev.

### Drugi predmeti
Liki v seriji uporabljajo več čarobnih naprav in predmetov, da se prevažajo v čarovniški svet in v svet bunkeljev. Med najpogostejšimi predmeti so metle, frčamrežje (omrežje kaminov, ki so čarobno povezani med seboj), Vitez ponočnjak in Ekspresni vlak do Bradavičarke. Znano je, da nekateri liki začarajo vozila bunkeljev, da imajo čarobne lastnosti, na primer Ford Anglia Arthurja Weasleyja ali leteči motor Siriusa Blacka. V Harryju Potterju in Ognjenem kelihu poteka razprava o politiki uvoza letečih preprog.

### Žvadrni
Žvadrni so krilati konji, ki jih lahko vidijo le tisti, ki so videli nekoga umreti. Vlečejo šolske kočije Bradavičarke in jih je mogoče tudi ukrotiti in jahati.

## Mediji

### Preroške novice
Preroške novice je najbolj bran dnevni časopis v britanski čarovniški skupnosti. Manjka mu novinarska integriteta; znano je, da ga bolj skrbi prodaja kot točnost dejstev in je pogosto glasnik Ministrstva za čaranje; kot je opisala Rita Brentsell: " Novice obstajajo, da se prodajajo!"
Novice ostaja ugledne zaradi prvih treh knjig, toda v Ognjenem kelihu je najel Rito Brentsell, brezvestno novinarko, ki priskrbi več vznemirljivih in očitno lažnih člankov. Ko minister Schushmaar zavzame stališče, da odločno zanika Mrlakensteinovo vrnitev, Novice sprožijo klevetniško kampanjo proti Dumbledorju in Harryju, najvplivnejšima zagovornikoma nasprotnega pogleda. Potem ko je Schushmaar prisiljen priznati, da se je Mrlakenstein vrnil, Novice čez noč spremeni svoje stališče in Harryja imenuje "osamljeni glas resnice".
Po besedah Rowlingove postane Ginny Weasley višja dopisnica za quidditch pri Novicah po dogodkih iz romanov.

### Razkrito
Razkrito je revija, ki je bila prvič omenjena v Feniksovem redu. Ureja jo Xenofilius Liupka in pogosto objavlja članke o teorijah zarote in kriptozoologiji. V Feniksovem redu Hermiona izsiljuje Rito Brentsell, da napiše članek o Harryjevem srečanju z Mrlakensteinom. Intervju objavi Xenofilius, kasneje pa ga proda Preroškim novicam.

### Radio
Najbolj priljubljena radijska postaja čarovnikov je Čarovniško brezžično omrežje (ČBO). Harry izve za čarovniško skupino Bavbavi od svojih vrstnikov, ki poslušajo ČBO. V Svetinjah smrti Ron predstavi Harryja in Hermiono v Harry je zakon!, podtalnemu radijskemu programu proti Mrlakensteinu.

## Hrana in prosti čas

### Maslenušek
Maslenušek je pijača, priljubljena med mladimi čarovniki. Postrežemo jo lahko hladno ali toplo, v vsakem primeru pa deluje grelno. Rowlingova je rekla, da si predstavlja, da ima okus po "manj močnem" maslenem viskiju. Tematsko območje Čarovniški svet Harryja Potterja v letovišču Universal Orlando prodaja linijo hrane in pijač, ki jih je navdihnil maslenušek, podjetje za sladkarije Jelly Belly pa je izdelalo sladkarije, ki jih je navdihnil maslenušek.  Slavni kuhar Heston Blumenthal je ustvaril različico pijače za svojo oddajo "Heston's Tudor Feast". 

### Čarobne sladkarije
V seriji je omenjenih veliko vrst čarobnih sladkarij. Nekateri imajo nenavadne stranske učinke, zlasti tisti, ki sta jih ustvarila Fred in George Weasley. Čokoladne žabe so pakirane z zbirateljskimi kartami, ki prikazujejo znane čarovnike. Po besedah Rowlingove so Harry in njegovi prijatelji predstavljeni na kartah čokoladnih žab po dogodkih iz romanov. Tako čokoladne žabe kot bobki vseh okusov Bertieja Brucha so bili proizvedeni v resničnem svetu. Bobki vseh okusov Bertieja Brucha, ki ga proizvaja Jelly Belly, vključuje okuse, kot so črni poper, prah, ušesno maslo, trava, klobasa, milo in bruhanje. Podjetje Hershey je izdelalo tudi različne sladkarije, ki temeljijo na Harryju Potterju.

### Quidditch
Najvidnejši šport v 'vesolju' Harryja Potterja je quidditch, ki je ekipni šport, ki se igra v zraku na metlah. Vsak dom na Bradavičarki ima ekipo za quidditch in tekmuje za pokalu v quidditchu. Zunaj Bradavičarke je svetovno prvenstvo v quidditchu velik mednarodni dogodek, ki privablja ekipe in gledalce iz držav po vsem svetu.

### Čarovniški šah
Čarovniški šah je različica šaha, ki se igra s čarobno animiranimi figurami. V Kamnu modrosti Harry, Ron in Hermiona postanejo človeške šahovske figure v igri čarovniškega šaha v naravni velikosti, ki jo Harry zmaga zahvaljujoč Ronovi spretnosti pri igri.